# Kainiemi
Kainiemi är en udde i Finland. Den ligger i Nådendals kommun och landskapet Egentliga Finland, i den sydvästra delen av landet, 180 km väster om huvudstaden Helsingfors.
Terrängen inåt land är mycket platt. Havet är nära Kainiemi åt sydväst.  Närmaste större samhälle är Nådendal, 15,4 km öster om Kainiemi. 